# Берёзовка (приток Кодзи)
Берёзовка — река в России, протекает по Юрлинскому району Пермского края. Устье реки находится в 4,5 км по левому берегу реки Кодзь. Длина реки составляет 18 км.
Берёт начало на Верхнекамской возвышенности близ границы с Кировской областью. Течёт на юг по лесному массиву, единственный населённый пункт на реке — посёлок Усть-Берёзовка, центр Усть-Березовского сельского поселения, в черте которого Берёзовка впадает в Кодзь.

## Данные водного реестра
По данным государственного водного реестра России относится к Камскому бассейновому округу, водохозяйственный участок реки — Кама от истока до водомерного поста у села Бондюг, речной подбассейн реки — бассейны притоков Камы до впадения Белой. Речной бассейн реки — Кама.
Код объекта в государственном водном реестре — 10010100112111100002331.